# Cercidinae
Cercidinae es una subtribu de plantas de la subfamilia Cesalpinioideae de las leguminosas. El género tipo es: Cercis.

## Géneros
- Adenolobus (Harv. ex Benth. & Hook. f.) Torre & Hillc.
- Bandeiraea Welw. ex Benth. & Hook. f. = Griffonia Baill.
- Cercis L.
- Griffonia Baill.